# Poupartia pubescens
Poupartia pubescens é uma magnoliophyta da família Anacardiaceae, endémica em Maurícia e está ameaçada por perda de hábitat.